# Eddy Wally

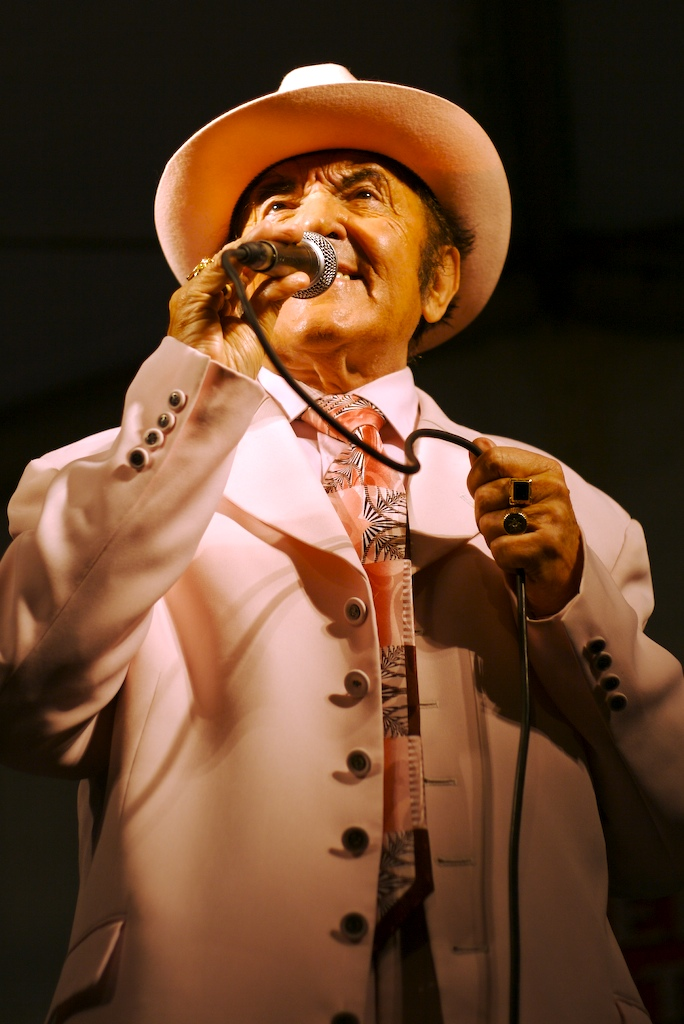
Eddy Wally (2008)

Eduard van de Walle (* 12. Juli 1932 in Zelzate; † 6. Februar 2016 ebenda), unter seinem Künstlernamen Eddy Wally bekannt, war ein belgischer Sänger aus Zelzate, Provinz Ostflandern, und die einst selbsternannte „Stimme von Europa“.

## Leben
Eddy Wally begann als Handtaschenverkäufer auf Märkten. Er besaß die Disco Chérie-Paris Las Vegas, die zunächst als Eddy Wally Texas Bar bekannt war.
Wally ist bekannt für sein Lied Chérie, welches ein Doppel-Platin-Hit wurde. Er ist aber auch für Ik spring uit een vliegmachien („Ich werde aus einem Flugzeug springen“) und Dans mi Amor bekannt.
Als Crooner und Showman hat Eddy Wally weltweit getourt, nach China, nach Australien, in ganz Europa, den Vereinigten Staaten, und 24 Tourdaten 1979 in der ehemaligen Sowjetunion.

### Dresscode und kulturelle Ikonographie
Auf der Bühne und außerhalb trug Wally in der Regel auffällig glänzende, kitschige und teure Outfits, die an den Camp-Stil erinnerten. Im Jahr 2004 wurde Eddy Wallys umfangreiche Garderobe vom Stedelijk Modemuseum van Hasselt erworben und unter dem Titel Eddy Wally Geweldig Garderobe gezeigt. Die Show bestand aus 115 maßgeschneiderten Outfits, die jeweils einen Wert von bis 5.300 US-Dollar pro Stück hatten.

### Tod
Eddy Wally starb am 6. Februar 2016 im Alter von 83 an den Folgen eines Schlaganfalls. Das Grab (Nr. i 472) befindet sich auf dem Gemeentelijk kerkhof von Zelzate.

### Internetphänomen
Ein sieben Sekunden langer Clip, in dem Wally „Wow“ sagt, wurde in vielen „MLG“-Videos auf YouTube verwendet und wurde somit zu einem Meme. Der Clip wurde das erste Mal am 8. Oktober 2007 hochgeladen und hatte über 1,7 Millionen Aufrufe.

## Diskografie (Auswahl)

### Studioalben
| Jahr | Titel                                   | Höchstplatzierung, Gesamtwochen, AuszeichnungChartsChartplatzierungen (Jahr, Titel, Platzierungen, Wochen, Auszeichnungen, Anmerkungen) | Anmerkungen |
| Jahr | Titel                                   | BEF | Anmerkungen |
| ---- | --------------------------------------- | --- | ----------- |
| 1995 | Mijn allergrootste successen            | BEF44 (4 Wo.)BEF |             |
| 2002 | 50 jaar hits                            | BEF31 (5 Wo.)BEF |             |
| 2012 | Eddy 80 – Het allerbeste van Eddy Wally | BEF6 (36 Wo.)BEF |             |

Weitere Alben
- 1995: Eddy Is In Da House

### Singles
| Jahr | Titel Album                                        | Höchstplatzierung, Gesamtwochen, AuszeichnungChartsChartplatzierungen (Jahr, Titel, Album, Platzierungen, Wochen, Auszeichnungen, Anmerkungen) | Anmerkungen                         |
| Jahr | Titel Album                                        | BEF | Anmerkungen                         |
| ---- | -------------------------------------------------- | --- | ----------------------------------- |
| 1995 | Chérie (Is In Da House) Eddy Is In Da House        | BEF3 Gold · (19 Wo.)BEF | Erstveröffentlichung: 3. April 1995 |
| 1995 | Als housekramer ben ik geboren Eddy Is In Da House | BEF4 (26 Wo.)BEF |                                     |
| 1996 | Ik spring uit ’n vliegmachien Eddy Is In Da House  | BEF26 (6 Wo.)BEF | Erstveröffentlichung: Januar 1996   |
| 2003 | Dans mi amor 50 jaar hits                          | BEF42 (4 Wo.)BEF |                                     |

## Auszeichnungen
- Ein Hauptband-Asteroid wurde nach Eddy Wally benannt (9205 eddywally).[10] Er befindet sich in einer Umlaufbahn um die Sonne zwischen den Planeten Mars und Jupiter.
- Er ist ein Ritter des Ordens von Leopold.[11]